# Gelis albipalpus
Gelis albipalpus là một loài tò vò trong họ Ichneumonidae.